# Bodziejowice
Bodziejowice (prononciation : [bɔd͡ʑɛjɔˈvit͡sɛ]) est une localité polonaise de la gmina d'Irządze, située dans le powiat de Zawiercie en voïvodie de Silésie.